# 1993-as ifjúsági labdarúgó-világbajnokság
Az 1993-as ifjúsági labdarúgó-világbajnokságot március 5. és március 20. között rendezték Ausztráliában. A tornát a brazil csapat nyerte.

## Résztvevők
A rendező Ausztráliával együtt a következő 16 válogatott jutott ki a világbajnokságra:
| Afrika - Kamerun - Ghána Ázsia - Dél-Korea - Szaúd-Arábia Dél-Amerika - Brazília - Kolumbia - Uruguay | Észak-, Közép-Amerika és a Karibi-térség - Egyesült Államok - Mexikó Európa - Anglia - Németország - Norvégia - Oroszország - Portugália - Törökország Óceánia - Ausztrália |

## Játékvezetők
| Afrika - Dodji Mawuk Hounnaké-Kouassi - Omer Yengo Ázsia - Letchmanasamy Kathirveloo - Ísza Rasíd al-Dzsasszász Dél-Amerika - Armando Pérez Hoyos - Jorge Nieves - Renato Marsiglia | Észak-, Közép-Amerika és a Karibi-térség - Rodrigo Badilla - Fredy Burgos Escobar Európa - Ahmet Çakar - Hellmut Krug - Kim Milton Nielsen - Rémi Harrel - Szergej Grigorjevics Huszainov Óceánia - Richard Lorenc |

## Csoportkör
A csoportok első két helyezettje jutott a negyeddöntőbe, ahonnan egyenes kieséses rendszerben folytatódott a torna.
| Jelmagyarázat                                                            |
| ------------------------------------------------------------------------ |
| A csoportok első két helyezettje bejutott az egyenes kieséses szakaszba. |
| A csoportok harmadik és negyedik helyezettjei kiestek.                   |

### A csoport
| Csapat      | M | Gy | D | V | G+ | G– | Gk | P |
| ----------- | - | -- | - | - | -- | -- | -- | - |
| Oroszország | 3 | 2  | 0 | 1 | 6  | 4  | +2 | 4 |
| Ausztrália  | 3 | 2  | 0 | 1 | 5  | 4  | +1 | 4 |
| Kamerun     | 3 | 1  | 0 | 2 | 4  | 5  | –1 | 2 |
| Kolumbia    | 3 | 1  | 0 | 2 | 5  | 7  | –2 | 2 |

| 1993. március 5. 20:30 |

| Ausztrália             | 2–1               | Kolumbia     |
| ---------------------- | ----------------- | ------------ |
| Milicic 39' Muscat 78' | (1–1) Jegyzőkönyv | Zambrano 35' |

| Sydney Nézőszám: 31 883 Játékvezető: Kim Milton Nielsen (dán) |

| 1993. március 6. 20:30 |

| Oroszország                        | 2–0               | Kamerun |
| ---------------------------------- | ----------------- | ------- |
| Zazulin 1' Karataev 37' Petrov 51′ | (2–0) Jegyzőkönyv |         |

| Canberra Nézőszám: 5362 Játékvezető: Renato Marsiglia (brazil) |

| 1993. március 8. 20:30 |

| Ausztrália                                     | 3–1               | Oroszország |
| ---------------------------------------------- | ----------------- | ----------- |
| Magomedov 12' (öngól) Milicic 69' Agostino 81' | (1–1) Jegyzőkönyv | Chudin 18'  |

| Sydney Nézőszám: 18 982 Játékvezető: Rodrigo Badilla (costa rica-i) |

| 1993. március 8. 18:15 |

| Kolumbia                      | 3–2               | Kamerun            |
| ----------------------------- | ----------------- | ------------------ |
| Zambrano 43' 83' Restrepo 45' | (2–2) Jegyzőkönyv | Foé 12' Ndiefi 44' |

| Canberra Nézőszám: 3749 Játékvezető: Ísza Rasíd al-Dzsasszász (kuvaiti) |

| 1993. március 11. 20:30 |

| Ausztrália | 0–2               | Kamerun                                   |
| ---------- | ----------------- | ----------------------------------------- |
|            | (0–1) Jegyzőkönyv | Tchoutang 44' Embe 90' Tchoutang 79′, 81′ |

| Sydney Nézőszám: 27 581 Játékvezető: Renato Marsiglia (brazil) |

| 1993. március 11. 18:15 |

| Kolumbia                   | 1–3               | Oroszország                                                       |
| -------------------------- | ----------------- | ----------------------------------------------------------------- |
| Betancourth 63' (11-esből) | (0–2) Jegyzőkönyv | Karataev 6' (11-esből) Ananko 19' Savchenko 86' Karataev 20′, 67′ |

| Sydney Nézőszám: 27 581 Játékvezető: Kim Milton Nielsen (dán) |

### B csoport
| Csapat      | M | Gy | D | V | G+ | G– | Gk | P |
| ----------- | - | -- | - | - | -- | -- | -- | - |
| Uruguay     | 3 | 2  | 1 | 0 | 5  | 3  | +2 | 5 |
| Ghána       | 3 | 1  | 2 | 0 | 5  | 3  | +2 | 4 |
| Németország | 3 | 1  | 1 | 1 | 4  | 4  | 0  | 3 |
| Portugália  | 3 | 0  | 0 | 3 | 1  | 5  | –4 | 0 |

| 1993. március 6. 18:15 |

| Portugália | 0–1               | Németország |
| ---------- | ----------------- | ----------- |
|            | (0–0) Jegyzőkönyv | Jancker 86' |

| Brisbane Nézőszám: 15 000 Játékvezető: Rémi Harrel (francia) |

| 1993. március 6. 20:30 |

| Uruguay                         | 1–1               | Ghána       |
| ------------------------------- | ----------------- | ----------- |
| Correa 22' Sena Lamela 57′, 75′ | (1–0) Jegyzőkönyv | Ahinful 72' |

| Brisbane Nézőszám: 15 000 Játékvezető: Ahmet Çakar (török) |

| 1993. március 9. 18:15 |

| Németország                   | 2–2               | Ghána                |
| ----------------------------- | ----------------- | -------------------- |
| Breitenreiter 39' Jancker 80' | (1–1) Jegyzőkönyv | Kuffour 36' Duah 70' |

| Brisbane Nézőszám: 6000 Játékvezető: Letchmanasamy Kathirveloo (malajziai) |

| 1993. március 9. 20:30 |

| Portugália | 1–2               | Uruguay        |
| ---------- | ----------------- | -------------- |
| Bambo 32'  | (1–1) Jegyzőkönyv | O’Neill 8' 87' |

| Brisbane Nézőszám: 6000 Játékvezető: Fredy Burgos Escobar (guatemalai) |

| 1993. március 11. 18:15 |

| Németország       | 1–2               | Uruguay                      |
| ----------------- | ----------------- | ---------------------------- |
| Breitenreiter 74' | (0–1) Jegyzőkönyv | López 2' 47′, 67′ Correa 65' |

| Brisbane Nézőszám: 7000 Játékvezető: Ahmet Çakar (török) |

| 1993. március 11. 20:30 |

| Portugália | 0–2               | Ghána                  |
| ---------- | ----------------- | ---------------------- |
|            | (0–2) Jegyzőkönyv | Lamptey 5' Akonnor 42' |

| Brisbane Nézőszám: 7000 Játékvezető: Letchmanasamy Kathirveloo (malajziai) |

### C csoport
| Csapat           | M | Gy | D | V | G+ | G– | Gk | P |
| ---------------- | - | -- | - | - | -- | -- | -- | - |
| Anglia           | 3 | 2  | 1 | 0 | 3  | 1  | +2 | 5 |
| Egyesült Államok | 3 | 1  | 1 | 1 | 8  | 3  | +5 | 3 |
| Dél-Korea        | 3 | 0  | 3 | 0 | 4  | 4  | 0  | 3 |
| Törökország      | 3 | 0  | 1 | 2 | 1  | 8  | –7 | 1 |

| 1993. március 7. 18:15 |

| Dél-Korea          | 1–1               | Anglia     |
| ------------------ | ----------------- | ---------- |
| Watson 32' (öngól) | (1–0) Jegyzőkönyv | Pearce 82' |

| Melbourne Nézőszám: 15 732 Játékvezető: Hellmut Krug (német) |

| 1993. március 7. 20:30 |

| Törökország         | 0–6               | Egyesült Államok                             |
| ------------------- | ----------------- | -------------------------------------------- |
| Derelioğlu 47′, 56′ | (0–3) Jegyzőkönyv | Baba 22' Joseph 26' 72' Faklaris 28' 46' 90' |

| Melbourne Nézőszám: 15 732 Játékvezető: Jorge Nieves (uruguayi) |

| 1993. március 9. 18:15 |

| Anglia            | 1–0               | Egyesült Államok |
| ----------------- | ----------------- | ---------------- |
| Bart-Williams 69' | (0–0) Jegyzőkönyv |                  |

| Melbourne Nézőszám: 9274 Játékvezető: Jorge Nieves (uruguayi) |

| 1993. március 9. 20:30 |

| Dél-Korea | 1–1               | Törökország |
| --------- | ----------------- | ----------- |
| Cho 48'   | (0–0) Jegyzőkönyv | Recber 85'  |

| Melbourne Nézőszám: 9274 Játékvezető: Dodji Mawuk Hounnaké-Kouassi (togói) |

| 1993. március 11. 18:15 |

| Anglia      | 1–0               | Törökország |
| ----------- | ----------------- | ----------- |
| Joachim 12' | (1–0) Jegyzőkönyv |             |

| Melbourne Nézőszám: 12 972 Játékvezető: Jorge Nieves (uruguayi) |

| 1993. március 11. 20:30 |

| Dél-Korea   | 2–2               | Egyesült Államok       |
| ----------- | ----------------- | ---------------------- |
| Lee 39' 52' | (1–1) Jegyzőkönyv | Kelly 37' Zavagnin 78' |

| Melbourne Nézőszám: 12 972 Játékvezető: Hellmut Krug (német) |

### D csoport
| Csapat       | M | Gy | D | V | G+ | G– | Gk | P |
| ------------ | - | -- | - | - | -- | -- | -- | - |
| Brazília     | 3 | 2  | 1 | 0 | 4  | 1  | +3 | 5 |
| Mexikó       | 3 | 2  | 0 | 1 | 6  | 3  | +3 | 4 |
| Szaúd-Arábia | 3 | 0  | 2 | 1 | 1  | 2  | –1 | 2 |
| Norvégia     | 3 | 0  | 1 | 2 | 0  | 5  | –5 | 1 |

| 1993. március 7. 18:15 |

| Mexikó                   | 3–0               | Norvégia |
| ------------------------ | ----------------- | -------- |
| Nieto 45' 71' Olalde 84' | (1–0) Jegyzőkönyv |          |

| Adelaide Nézőszám: 10 000 Játékvezető: Richard Lorenc (ausztrál) |

| 1993. március 7. 20:30 |

| Brazília         | 0–0         | Szaúd-Arábia |
| ---------------- | ----------- | ------------ |
| Pereira 61′, 75′ | Jegyzőkönyv |              |

| Adelaide Nézőszám: 10 000 Játékvezető: Szergej Grigorjevics Huszainov (orosz) |

| 1993. március 9. 18:15 |

| Norvégia | 0–0         | Szaúd-Arábia          |
| -------- | ----------- | --------------------- |
|          | Jegyzőkönyv | Al Ghesheyan 49′, 62′ |

| Adelaide Nézőszám: 10 000 Játékvezető: Omer Yengo (kongói DK) |

| 1993. március 9. 20:30 |

| Mexikó    | 1–2               | Brazília                                   |
| --------- | ----------------- | ------------------------------------------ |
| Nieto 80' | (0–1) Jegyzőkönyv | Adriano 22' (11-esből) Gian 56' (11-esből) |

| Adelaide Nézőszám: 10 000 Játékvezető: Armando Pérez Hoyos (kolumbiai) |

| 1993. március 11. 18:15 |

| Norvégia | 0–2               | Brazília             |
| -------- | ----------------- | -------------------- |
|          | (0–0) Jegyzőkönyv | Gian 59' Adriano 62' |

| Adelaide Nézőszám: 7000 Játékvezető: Szergej Grigorjevics Huszainov (orosz) |

| 1993. március 11. 20:30 |

| Mexikó          | 2–1               | Szaúd-Arábia   |
| --------------- | ----------------- | -------------- |
| Salazar 60' 72' | (0–1) Jegyzőkönyv | Al Takrouni 5' |

| Adelaide Nézőszám: 7000 Játékvezető: Richard Lorenc (ausztrál) |

## Egyenes kieséses szakasz
|  |                         |                  |                         |                      |   |            |                      |                      |                      |                      |               |       |       |
|  | Negyeddöntők            | Negyeddöntők     | Negyeddöntők            |                      |   | Elődöntők  | Elődöntők            | Elődöntők            |                      |                      | Döntő         | Döntő | Döntő |
|  | Negyeddöntők            | Negyeddöntők     | Negyeddöntők            |                      |   | Elődöntők  | Elődöntők            | Elődöntők            |                      |                      | Döntő         | Döntő | Döntő |
|  | március 13. – Sydney    |                  |                         |                      |   |            |                      |                      |                      |                      |               |       |       |
|  |                         |                  |                         |                      |   |            |                      |                      |                      |                      |               |       |       |
|  | A1                      | Oroszország      | 0                       |                      |   |            |                      |                      |                      |                      |               |       |       |
|  | A1                      | Oroszország      | 0                       | március 17. – Sydney |   |            |                      |                      |                      |                      |               |       |       |
|  | B2                      | Ghána            | 3                       |                      |   |            |                      |                      |                      |                      |               |       |       |
|  | B2                      | Ghána            | 3                       |                      |   | Ghána      | Ghána                | 2                    |                      |                      |               |       |       |
|  | március 14. – Melbourne |                  |                         |                      |   | Ghána      | Ghána                | 2                    |                      |                      |               |       |       |
|  |                         |                  | Anglia                  | Anglia               | 1 |            |                      |                      |                      |                      |               |       |       |
|  | C1                      | Anglia           | Anglia                  | Anglia               | 1 | 0 (4)      |                      |                      |                      |                      |               |       |       |
|  | C1                      | Anglia           |                         |                      |   | 0 (4)      | március 20. – Sydney |                      |                      |                      |               |       |       |
|  | D2                      | Mexikó           | 0 (3)                   |                      |   |            |                      |                      |                      |                      |               |       |       |
|  | D2                      | Mexikó           | 0 (3)                   |                      |   | Ghána      | Ghána                | 1                    |                      |                      |               |       |       |
|  | március 13. – Brisbane  |                  |                         |                      |   | Ghána      | Ghána                | 1                    |                      |                      |               |       |       |
|  |                         |                  | Brazília                | Brazília             | 2 |            |                      |                      |                      |                      |               |       |       |
|  | B1                      | Uruguay          | Brazília                | Brazília             | 2 | 1          |                      |                      |                      |                      |               |       |       |
|  | B1                      | Uruguay          | március 17. – Melbourne |                      |   | 1          |                      |                      |                      |                      |               |       |       |
|  | A2                      | Ausztrália       | 2                       |                      |   |            |                      |                      |                      |                      |               |       |       |
|  | A2                      | Ausztrália       | 2                       |                      |   | Ausztrália | Ausztrália           | 0                    | Bronzmérkőzés        | Bronzmérkőzés        | Bronzmérkőzés |       |       |
|  | március 14. – Adelaide  |                  |                         |                      |   | Ausztrália | Ausztrália           | 0                    | Bronzmérkőzés        | Bronzmérkőzés        | Bronzmérkőzés |       |       |
|  |                         |                  | Brazília                | Brazília             | 2 |            |                      | március 20. – Sydney | március 20. – Sydney | március 20. – Sydney |               |       |       |
|  | D1                      | Brazília         | Brazília                | Brazília             | 2 | 3          |                      | március 20. – Sydney | március 20. – Sydney | március 20. – Sydney |               |       |       |
|  | D1                      | Brazília         |                         |                      |   |            |                      | Anglia               | Anglia               | 2                    |               |       |       |
|  | C2                      | Egyesült Államok | 0                       |                      |   |            |                      | Anglia               | Anglia               | 2                    |               |       |       |
|  | C2                      | Egyesült Államok | 0                       |                      |   | Ausztrália | Ausztrália           | 1                    |                      |                      |               |       |       |
|  |                         |                  |                         |                      |   | Ausztrália | Ausztrália           | 1                    |                      |                      |               |       |       |

### Negyeddöntők
| 1993. március 13. 18:15 |

| Uruguay         | 1–2 (h. u.)                 | Ausztrália               |
| --------------- | --------------------------- | ------------------------ |
| Sena Lamela 21' | (1–0, 1–1, 1–2) Jegyzőkönyv | Agostino 59' Carbone 99' |

| Brisbane Nézőszám: 14 000 Játékvezető: Rémi Harrel (francia) |

| 1993. március 13. 20:30 |

| Oroszország | 0–3               | Ghána                          |
| ----------- | ----------------- | ------------------------------ |
|             | (0–0) Jegyzőkönyv | Ahinful 72' Addo 75' Asare 83' |

| Sydney Nézőszám: 16 710 Játékvezető: Rodrigo Badilla (costa rica-i) |

| 1993. március 14. 18:15 |

| Anglia        | 0–0 (h. u.) | Mexikó |
| ------------- | ----------- | ------ |
|               | Jegyzőkönyv |        |
| Büntetőpárbaj |             |        |
|               | 4–3         |        |

| Melbourne Nézőszám: 11 000 Játékvezető: Hellmut Krug (német) |

| 1993. március 14. 20:30 |

| Brazília                  | 3–0               | Egyesült Államok |
| ------------------------- | ----------------- | ---------------- |
| Bruno 32' 90' Adriano 51' | (1–0) Jegyzőkönyv |                  |

| Adelaide Nézőszám: 12 000 Játékvezető: Kim Milton Nielsen (dán) |

### Elődöntők
| 1993. március 17. 18:30 |

| Ausztrália | 0–2               | Brazília                |
| ---------- | ----------------- | ----------------------- |
|            | (0–0) Jegyzőkönyv | Marcelinho 77' Caté 89' |

| Melbourne Nézőszám: 22 100 Játékvezető: Hellmut Krug (német) |

| 1993. március 17. 20:30 |

| Ghána                            | 2–1               | Anglia                 |
| -------------------------------- | ----------------- | ---------------------- |
| Ahinful 14' (11-esből) Gargo 24' | (2–0) Jegyzőkönyv | Pollock 49' (11-esből) |

| Sydney Nézőszám: 21 069 Játékvezető: Armando Pérez Hoyos (kolumbiai) |

### Bronzmérkőzés
| 1993. március 20. 16:30 |

| Anglia                   | 2–1               | Ausztrália  |
| ------------------------ | ----------------- | ----------- |
| Unsworth 39' Joachim 85' | (1–0) Jegyzőkönyv | Milicic 52' |

| Sydney Nézőszám: 40 015 Játékvezető: Letchmanasamy Kathirveloo (malajziai) |

### Döntő
| 1993. március 20. 19:00 |

| Ghána    | 1–2               | Brazília         |
| -------- | ----------------- | ---------------- |
| Duah 15' | (1–0) Jegyzőkönyv | Yan 50' Gian 88' |

| Sydney Nézőszám: 40 015 Játékvezető: Ahmet Çakar (török) |

## Díjak
| Az 1993-as ifjúsági labdarúgó-világbajnokság győztese |
| ----------------------------------------------------- |
| · Brazília · 3. cím                                   |

| 2. helyezett | 3. helyezett | 4. helyezett |
| ------------ | ------------ | ------------ |
| Ghána        | Anglia       | Ausztrália   |

| Golden Shoe    | Golden Ball | FIFA Fair Play Díj |
| -------------- | ----------- | ------------------ |
| Henry Zambrano | Adriano     | Anglia             |

## Gólszerzők
| 3 gólos - Ante Milicic - Adriano - Gian - Chris Faklaris - Augustine Ahinful - Henry Zambrano - Vicente Nieto 2 gólos - Julian Joachim - Paul Agostino - Bruno - Lee Ki-Hyung - Miles Joseph - Emmanuel Duah - Luis Salazar - Andre Breitenreiter - Carsten Jancker - Alexandr Karataev - Fernando Correa - Fabian O’Neill | 1 gólos - Ian Pearce - Chris Bart-Williams - David Unsworth - Jamie Pollock - Anthony Carbone - Kevin Muscat - Caté - Marcelinho - Yan - Cho Jin-Ho - Imad Baba - Brian Kelly - Kerry Zavagnin - Daniel Addo - Charles Akonnor - Isaac Asare - Mohammed Gargo - Samuel Kuffour - Nii Lamptey | 1 gólos (folytatás) - David Embe - Marc-Vivien Foé - Pius Ndiefi - Bernard Tchoutang - Arley Betancourth - Oscar Restrepo - Jesús Olalde - Dmitri Ananko - Sergei Chudin - Alexi Savchenko - Igor Zazulin - Bambo - Abdullah Al Takrouni - Serkan Recber - Luis Diego López - Sergio Sena Lamela 1 öngólos - Murad Magomedov ( Ausztrália ellen) - Steve Watson ( Dél-Korea ellen) |

## Végeredmény
Az első négy helyezett utáni sorrend nem tekinthető hivatalosnak, mivel ezekért a helyekért nem játszottak mérkőzéseket. Ezért e helyezések meghatározásához az alábbiak lettek figyelembe véve:
1. több szerzett pont (a 11-esekkel eldöntött találkozók a hosszabbítást követő eredménnyel, döntetlenként vannak feltüntetve)
2. jobb gólkülönbség
3. több szerzett gól

A hazai csapat eltérő háttérszínnel kiemelve.
| Helyezés | Nemzet           | M | Gy | D | V | G+ | G– | Gk | P  |
| -------- | ---------------- | - | -- | - | - | -- | -- | -- | -- |
| Arany    | Brazília         | 6 | 5  | 1 | 0 | 11 | 2  | +9 | 11 |
| Ezüst    | Ghána            | 6 | 3  | 2 | 1 | 11 | 6  | +5 | 8  |
| Bronz    | Anglia           | 6 | 3  | 2 | 1 | 6  | 4  | +2 | 8  |
| 4.       | Ausztrália       | 6 | 3  | 0 | 3 | 8  | 9  | –1 | 6  |
|          |                  |   |    |   |   |    |    |    |    |
| 5.       | Mexikó           | 4 | 2  | 1 | 1 | 6  | 3  | +3 | 5  |
| 6.       | Uruguay          | 4 | 2  | 1 | 1 | 6  | 5  | +1 | 5  |
| 7.       | Oroszország      | 4 | 2  | 0 | 2 | 6  | 7  | –1 | 4  |
| 8.       | Egyesült Államok | 4 | 1  | 1 | 2 | 8  | 6  | +2 | 3  |
|          |                  |   |    |   |   |    |    |    |    |
| 9.       | Dél-Korea        | 3 | 0  | 3 | 0 | 4  | 4  | 0  | 3  |
| =        | Németország      | 3 | 1  | 1 | 1 | 4  | 4  | 0  | 3  |
| 11.      | Kamerun          | 3 | 1  | 0 | 2 | 4  | 5  | –1 | 2  |
| 12.      | Szaúd-Arábia     | 3 | 0  | 2 | 1 | 1  | 2  | –1 | 2  |
| 13.      | Kolumbia         | 3 | 1  | 0 | 2 | 5  | 7  | –2 | 2  |
| 14.      | Norvégia         | 3 | 0  | 1 | 2 | 0  | 5  | –5 | 1  |
| 15.      | Törökország      | 3 | 0  | 1 | 2 | 1  | 8  | –7 | 1  |
| 16.      | Portugália       | 3 | 0  | 0 | 3 | 1  | 5  | –4 | 0  |